# James Clark McGrew

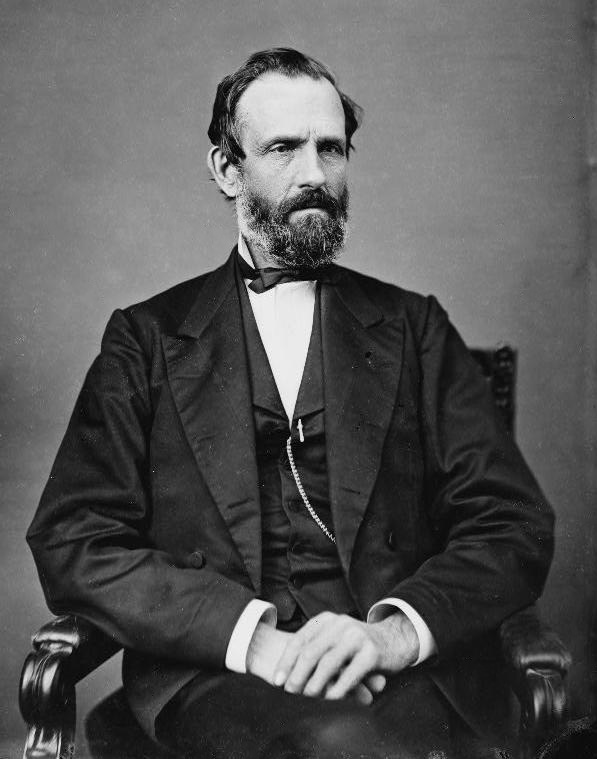
James Clark McGrew

James Clark McGrew (* 14. September 1813 nahe Brandonville, Schuylkill County, Virginia (heute West Virginia); † 18. September 1910 in Kingwood, West Virginia) war ein US-amerikanischer Politiker.
Der zuvor im Handel und im Bankgewerbe tätige McGrew war 1861 Delegierter auf der Versammlung, die über die Sezession von Virginia entscheiden sollte, und stimmte dagegen. Von 1863 bis 1865 war er Abgeordneter im Repräsentantenhaus von West Virginia. In dieser Zeit bekleidete er auch das Amt des Bürgermeisters von Kingwood.
McGrew wurde als Republikaner in den Kongress gewählt und vertrat dort vom 4. März 1869 bis zum 3. März 1873 den Bundesstaat West Virginia im US-Repräsentantenhaus. 1879 und 1880 wurde er erneut Bürgermeister von Kingwood. Ab 1886 wurde er wieder im Bankgewerbe tätig. McGrew starb 1910 in Kingwood und wurde auf dem Maplewood Cemetery beigesetzt.